# Traité des frontières de 1881 entre l'Argentine et le Chili
 Voir le traité sur Wikisource
encore en vigueur
Le Traité des limites de 1881 (en espagnol : Tratado de Límites de 1881) est un traité signé en 1881 entre la République argentine et la République du Chili pour délimiter avec précision les frontières séparant ces deux nations.
Le traité alors en vigueur, le Tratado de Límites de 1856 prévoyait l'application du principe de Uti possidetis juris (ou « principe de l'intangibilité des frontières »), par lequel des États nouvellement indépendants conservaient les frontières qu'ils avaient, en tant que colonies espagnoles, lorsque ces dernières faisaient partie de l'Empire espagnol en tant que vice-royaume, capitainerie générale ou audiencia, avec comme date de référence 1810, date à laquelle prend fin la possession légitime des colonies d'Amérique par la monarchie espagnole. Selon ce principe, les deux États interprétèrent de manière similaire les registres coloniaux, bien que ces derniers ne soient pas alors exhaustifs. Certaines ordonnances royales en particulier étaient contradictoires ou superposaient des juridictions administratives puisqu'en 1810 certaines parties du territoire restaient mal connues, en particulier la partie australe du continent.
Par la suite, les deux États s'attacheront à tirer profit du concept de terra nullius en créant des colonies sur des terres que le pays voisin n'occupait pas.
Dans ces conditions, il devenait impératif de fixer des frontières de manière précise, pour éviter tout conflit territorial qui ne manquerait pas d'éclater, frontières qui devraient satisfaire les intérêts des deux nations.
Le Traité est signé dans la ville de Buenos Aires le 23 juillet 1881 par Francisco de B. Echeverría, Consul Général du Chili à Buenos Aires et par le Docteur Bernardo de Irigoyen, Ministre des Relations Extérieures de l'Argentine, pour le compte des présidents respectifs des deux pays. Il est ratifié à Santiago du Chili le 22 octobre 1881.
Le traité continue à être valide et, à quelques exceptions près, n'a pas été modifié postérieurement.